# Megaselia curvivenia
Megaselia curvivenia är en tvåvingeart som beskrevs av Schmitz 1928. Megaselia curvivenia ingår i släktet Megaselia och familjen puckelflugor. Arten har ej påträffats i Sverige. Inga underarter finns listade i Catalogue of Life.